# 胡粉
胡粉（ごふん）は、白色顔料のひとつ。現在では貝殻から作られる、炭酸カルシウムを主成分とする顔料を指す。また、淡い色に混色するための具材として「具」とも呼ばれる（例：具墨）。かつて胡（中国の西方）から伝えられたことから、胡粉と呼ばれる。日本画や日本人形、木工品等の絵付けに用いられる。

## 歴史
「胡粉」の用語は、鉛白と貝粉の双方に使用された例が古くからある。すなわち、天平6年（734年）『正倉院塵芥文書』巻26の「造仏所作物帳」の石灰の記述には「胡粉下塗料」とあり、天平勝宝4年（752年）の東大寺大仏開眼会に合わせて作られた伎楽面の白色には牡蠣殻や別の貝殻が使用されている。
10世紀の『倭名類聚抄』巻13「圖繪具」には「張華『博物誌』云焼錫成胡粉」とあるように、錫を焼いて作る鉛白（塩基性炭酸鉛）を胡粉としている。
12世紀の《後撰和歌集断簡（胡粉地切）伝寂蓮筆》では貝殻を焼いて作った、との解説がある。
明末の宋応星『天工開物』（1637年）では「韶粉」（しょうふん）として、「毎鉛百斤、溶化、削成薄片（中略）此物古因辰、韶諸郡專造、古曰韶粉（俗誤朝粉）」とあり、現在の中国甘粛省涇川県 、 広東省の韶関市で製造される「鉛粉」を指した。
平賀源内『物類品隲』（1763年）の「粉錫」を要約すると、「白粉、胡粉とも言い、方書（ほうがき:方法の書、処方箋）では白粉、画には蛤粉を用い、『芥子園画伝』には昔の人は蛤粉を用い、近世漢画には白粉を用いる」とあり、従って、従来「牡蠣や蛤等の貝を焼いた胡粉は室町時代以降」との説は誤りであることが判明している。

## 材料
以下、ここでは貝粉の胡粉を説明する。
白色度の高いものにはハマグリが用いられるが、加工のし易さからカキ、ホタテの貝殻も用いられる。それぞれの貝は食用になるものと同様だが、各地からより白色度の高い貝が探し求められている。

## 製法
上述のように「貝を焼く」とあるが、現在の製法は異なる。貝殻を天日に晒し、数か月から何十年もかけて風化させる。結果的にハマグリなど、硬い貝殻は期間が長くなる。晒した貝殻を粉砕、水で溶き、粘土状になったものを板の上に延ばして更に晒して造られる。

### 全文
1. ↑  成瀬正和. “正倉院伎楽面に用いられた貝殻由来炭酸カルシウム顔料”. 2018年12月25日閲覧。正倉院紀要.31,p.69-70,2009所収
2. ↑  “倭名類聚抄巻十三”. 2018年12月30日閲覧。(NDLID:2544222,コマ14)
3. ↑  国立文化財機構. “国立文化財機構年報”. 2018年12月30日閲覧。「国立文化財機構年報 : 平成20年度自己点検報告書」p.22
4. ↑  宋応星. “天工開物3巻[7]”. 2018年12月30日閲覧。(国会デジタルコレクション2556161コマ25)
5. ↑   平賀国倫: “物類品隲 6巻”. 2018年12月30日閲覧。(NDLID:2555265,コマ30)